# The Hermit Sessions
The Hermit Sessions is het debuutalbum van Kyteman.
Het album kwam uit op 20 februari 2009.
Uniek aan het album is onder andere dat het nummer "Blow the Whistle on 'Em" bestaat uit enkel stemmen, voor het nummer zijn 20 verschillende stemmen en geluiden gebruikt. Het nummer "No More Singing the Blues" is als single uitgebracht.

## Nummers
| Nr. | Titel                                                                      | Duur |
| --- | -------------------------------------------------------------------------- | ---- |
| 1.  | Intro - Allstars Anthem (met Paradox)                                      | 1:34 |
| 2.  | She Blew Like Trumpets (met GMB)                                           | 3:19 |
| 3.  | Une Seule Fois (met ReaZun)                                                | 4:00 |
| 4.  | No More Singin' the Blues (met Omar Soulay)                                | 3:22 |
| 5.  | City Is Burning (met ReaZun en Paradox)                                    | 3:55 |
| 6.  | Blow the Whistle on 'Em (met Blaxtar)                                      | 4:40 |
| 7.  | Sorry [Live @ Tivoli]                                                      | 2:38 |
| 8.  | Pitchblack Darkness (met ReaZun en Paradox)                                | 4:12 |
| 9.  | Stand for Something (met Bang Bang)                                        | 4:17 |
| 10. | IT Circus (NOT) (met Unorthadox)                                           | 3:20 |
| 11. | We Know You Know (met ReaZun en Paradox)                                   | 4:47 |
| 12. | U-Town University (met Double G, King Jule, Master Surreal, Pax en ReaZun) | 2:53 |
| 13. | Peace Without the Rest (met Paradox)                                       | 3:23 |
| 14. | Outro - Marching Band                                                      | 0:40 |

## Hitnotering

### NederlandseAlbum Top 100
| Hitnotering: (Week 1 t/m 94) 28-02-2009 t/m 11-12-2010 Hitnotering: (Week 95 t/m 104) 25-12-2010 t/m 26-02-2011 | Hitnotering: (Week 1 t/m 94) 28-02-2009 t/m 11-12-2010 Hitnotering: (Week 95 t/m 104) 25-12-2010 t/m 26-02-2011 | Hitnotering: (Week 1 t/m 94) 28-02-2009 t/m 11-12-2010 Hitnotering: (Week 95 t/m 104) 25-12-2010 t/m 26-02-2011 | Hitnotering: (Week 1 t/m 94) 28-02-2009 t/m 11-12-2010 Hitnotering: (Week 95 t/m 104) 25-12-2010 t/m 26-02-2011 | Hitnotering: (Week 1 t/m 94) 28-02-2009 t/m 11-12-2010 Hitnotering: (Week 95 t/m 104) 25-12-2010 t/m 26-02-2011 | Hitnotering: (Week 1 t/m 94) 28-02-2009 t/m 11-12-2010 Hitnotering: (Week 95 t/m 104) 25-12-2010 t/m 26-02-2011 | Hitnotering: (Week 1 t/m 94) 28-02-2009 t/m 11-12-2010 Hitnotering: (Week 95 t/m 104) 25-12-2010 t/m 26-02-2011 | Hitnotering: (Week 1 t/m 94) 28-02-2009 t/m 11-12-2010 Hitnotering: (Week 95 t/m 104) 25-12-2010 t/m 26-02-2011 | Hitnotering: (Week 1 t/m 94) 28-02-2009 t/m 11-12-2010 Hitnotering: (Week 95 t/m 104) 25-12-2010 t/m 26-02-2011 | Hitnotering: (Week 1 t/m 94) 28-02-2009 t/m 11-12-2010 Hitnotering: (Week 95 t/m 104) 25-12-2010 t/m 26-02-2011 | Hitnotering: (Week 1 t/m 94) 28-02-2009 t/m 11-12-2010 Hitnotering: (Week 95 t/m 104) 25-12-2010 t/m 26-02-2011 | Hitnotering: (Week 1 t/m 94) 28-02-2009 t/m 11-12-2010 Hitnotering: (Week 95 t/m 104) 25-12-2010 t/m 26-02-2011 | Hitnotering: (Week 1 t/m 94) 28-02-2009 t/m 11-12-2010 Hitnotering: (Week 95 t/m 104) 25-12-2010 t/m 26-02-2011 | Hitnotering: (Week 1 t/m 94) 28-02-2009 t/m 11-12-2010 Hitnotering: (Week 95 t/m 104) 25-12-2010 t/m 26-02-2011 | Hitnotering: (Week 1 t/m 94) 28-02-2009 t/m 11-12-2010 Hitnotering: (Week 95 t/m 104) 25-12-2010 t/m 26-02-2011 | Hitnotering: (Week 1 t/m 94) 28-02-2009 t/m 11-12-2010 Hitnotering: (Week 95 t/m 104) 25-12-2010 t/m 26-02-2011 | Hitnotering: (Week 1 t/m 94) 28-02-2009 t/m 11-12-2010 Hitnotering: (Week 95 t/m 104) 25-12-2010 t/m 26-02-2011 | Hitnotering: (Week 1 t/m 94) 28-02-2009 t/m 11-12-2010 Hitnotering: (Week 95 t/m 104) 25-12-2010 t/m 26-02-2011 | Hitnotering: (Week 1 t/m 94) 28-02-2009 t/m 11-12-2010 Hitnotering: (Week 95 t/m 104) 25-12-2010 t/m 26-02-2011 |
| Week: | 1 | 2 | 3 | 4 | 5 | 6 | 7 | 8 | 9 | 10 | 11 | 12 | 13 | 14 | 15 | 16 | 17 | 18 |
| --- | --- | --- | --- | --- | --- | --- | --- | --- | --- | --- | --- | --- | --- | --- | --- | --- | --- | --- |
| Positie: | 11 | 4 | 9 | 10 | 19 | 26 | 31 | 40 | 55 | 42 | 41 | 46 | 55 | 27 | 7 | 15 | 26 | 27 |
| Week: | 19 | 20 | 21 | 22 | 23 | 24 | 25 | 26 | 27 | 28 | 29 | 30 | 31 | 32 | 33 | 34 | 35 | 36 |
| Positie: | 34 | 37 | 17 | 28 | 43 | 24 | 28 | 33 | 11 | 13 | 14 | 15 | 6 | 12 | 22 | 15 | 19 | 21 |
| Week: | 37 | 38 | 39 | 40 | 41 | 42 | 43 | 44 | 45 | 46 | 47 | 48 | 49 | 50 | 51 | 52 | 53 | 54 |
| Positie: | 20 | 27 | 19 | 19 | 26 | 33 | 29 | 26 | 21 | 13 | 19 | 5 | 3 | 9 | 14 | 16 | 19 | 21 |
| Week: | 55 | 56 | 57 | 58 | 59 | 60 | 61 | 62 | 63 | 64 | 65 | 66 | 67 | 68 | 69 | 70 | 71 | 72 |
| Positie: | 27 | 26 | 38 | 50 | 55 | 53 | 39 | 47 | 23 | 27 | 30 | 31 | 19 | 33 | 26 | 33 | 27 | 26 |
| Week: | 73 | 74 | 75 | 76 | 77 | 78 | 79 | 80 | 81 | 82 | 83 | 84 | 85 | 86 | 87 | 88 | 89 | 90 |
| Positie: | 25 | 26 | 27 | 25 | 25 | 31 | 32 | 41 | 39 | 56 | 63 | 84 | 36 | 42 | 55 | 49 | 33 | 77 |
| Week: | 91 | 92 | 93 | 94 | | 95 | 96 | 97 | 98 | 99 | 100 | 101 | 102 | 103 | 104 | | | |
| Positie: | 88 | 92 | 78 | 87 | uit | 86 | 74 | 83 | 66 | 69 | 70 | 60 | 47 | 60 | 42 | uit | | |